# ゲオルギー・ネレップ
ゲオルギー・ミハイロヴィチ・ネレップ（ロシア語: Георгий Михайлович Нэлепп、ラテン文字表記の例:Georgii Mikhailovich Nelepp、1904年4月20日（ユリウス暦4月7日） - 1957年6月18日）は、ソビエト連邦、ロシアのテノール歌手（リリコ・ドラマティック・テノール）。ソ連人民芸術家（1951年授与）。スターリン賞受賞者（1942年、1949年、1950年）。ボリショイ劇場ソリスト。ソビエト連邦共産党党員（1940年入党）。

## 概要
チェルニゴフ県ボブルイキ村(現在のウクライナ北部、チェルニーヒウ州コゼレーツィ地区)に生まれる。レニングラード音楽院でイオシフ・トマルス(1867 - 1934)に学び、1930年に卒業する。在学中の1929年よりレニングラード劇場(後のキーロフ劇場、現マリインスキー劇場)のソリストとして活動し、1944年まで在籍する。同年、モスクワのボリショイ劇場に移籍し、亡くなる1957年まで同劇場を代表するテノールとして、精力的に舞台・録音活動を展開した。1957年6月18日、心臓発作のためモスクワで没し、ノヴォデヴィチ墓地に埋葬された。
大粛清の時代、ネレップは密告によりまわりの多くの人物を陥れたと言われている。ソプラノ歌手のガリーナ・ヴィシネフスカヤは、フルシチョフによる「スターリン批判」の後、ネレップの密告により家族全員を粛清でなくした婦人が、ボリショイ劇場のロビーでネレップの顔に唾を吐きかける場面に遭遇したと証言している。

## 主な受賞
- ロシア連邦共和国功労芸術家(1939年)
- ロシア連邦共和国人民芸術家(1947年)
- ソ連人民芸術家(1951年)
- スターリン賞第1席(1942年) - チャイコフスキーのオペラ『チャロデイカ』における演技に対して
- スターリン賞第2席(1949年) - スメタナのオペラ『売られた花嫁』における演技に対して
- スターリン賞第1席(1950年) - リムスキー＝コルサコフのオペラ『サトコ』における演技に対して
- 労働赤旗勲章(1939年、1951年)
- 名誉勲章(1940年)

## 出演映画
- 1954年：『ボリス・ゴドゥノフ』（オペラ映画、ネボルシン指揮）

## 主な録音
以下はメロディア録音。
オペラ
- ベートーヴェン：フィデリオ (フロレスタン メリク＝パシャーエフ指揮)
- ビゼー：カルメン (ドン・ホセ ネボルシン指揮)
- グリンカ：イヴァン・スサーニン (ソビーニン メリク＝パシャーエフ指揮)
- グリンカ：ルスランとリュドミラ (フィン コンドラシン指揮)
- モニューシュコ：ハルカ (ヨンテック コンドラシン指揮)
- ムソルグスキー：ボリス・ゴドゥノフ (グリゴリー・オトレピエフ（偽ドミトリー） ゴロワノフ指揮)
- リムスキー＝コルサコフ：プスコフの娘 (ミハイル・トゥーチャ サハロフ指揮)
- リムスキー＝コルサコフ：サトコ (サトコ ゴロワノフ指揮)
- シャポーリン：デカブリスト (カホフスキー メリク＝パシャーエフ指揮)
- スメタナ：売られた花嫁 (イェニーク コンドラシン指揮)
- チャイコフスキー：チェレヴィチキ (ヴァクーラ メリク＝パシャーエフ指揮)
- チャイコフスキー：チャロデイカ (ユーリー サモスード指揮)
- チャイコフスキー：スペードの女王 (ゲルマン メリク＝パシャーエフ指揮)
- ヴェルディ：アイーダ (ラダメス メリク＝パシャーエフ指揮)